# Spumula bottomleyae
Spumula bottomleyae är en svampart som först beskrevs av Doidge, och fick sitt nu gällande namn av Thirum. 1946. Spumula bottomleyae ingår i släktet Spumula och familjen Raveneliaceae.   Inga underarter finns listade i Catalogue of Life.